# Odontostreptus albolimbatus
Odontostreptus albolimbatus är en mångfotingart som först beskrevs av Carl Graf Attems 1950.  Odontostreptus albolimbatus ingår i släktet Odontostreptus och familjen Spirostreptidae. Inga underarter finns listade i Catalogue of Life.